# Oberallershausen
Oberallershausen ist ein Gemeindeteil der Gemeinde Allershausen im oberbayerischen Landkreis Freising.

## Geographie
Das Pfarrdorf liegt westlich von Allershausen und der A9 und nördlich der Staatsstraße 2054. Im Norden fließt die Glonn ostwärts der Amper zu.

## Geschichte
Durch ein Edikt des bayerischen Königs Maximilian I. Joseph siedelten sich in Allershausen viele protestantische Einwanderer aus der bayerischen Pfalz an. Sie bauten 1835 im Ortsteil Oberallershausen, einer Neusiedlung, eine evangelische Kirche und gründeten eine der ersten protestantischen Gemeinden in Altbayern. Am 10. April 1879 wurde das Vikariat zur Pfarrei erhoben.

## Denkmalschutz
Die Kirche (Nr. D-1-78-113-8) bildet zusammen mit dem evangelischen Pfarrhaus (Nr. D-1-78-113-7) und dem evangelischen Schulhaus (Nr. D-1-78-113-2) ein geschütztes Ensemble, das in der Liste der Baudenkmäler in Allershausen zu finden ist.